# Javali calidônio

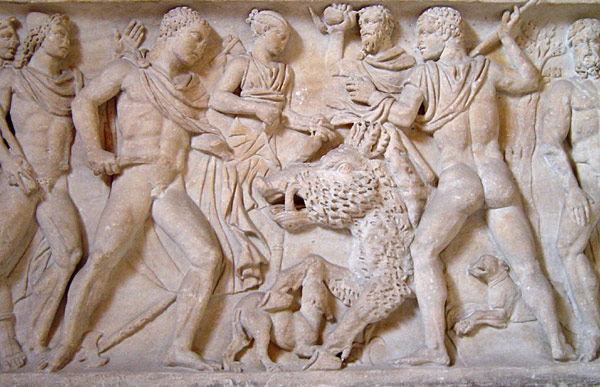
A caça de Cálidon, mostrado num relevo romano, conservado em Oxford, Ashmolean Museum.

Na mitologia grega, o javali de Cálidon ou javali calidônio é um javali de extraordinárias potência e força que aparece em diversos mitos como antagonista de grandes heróis. Foi mandado por Ártemis (uma deusa grega) para devastar terras da cidade de Calidão na região da Etólia. O rei da cidade, Eneu, esqueceu de oferecer sacrifício a Ártemis. O javali morreu durante a caça calidônia, que foi organizada por Eneu.